# Statens musiksamlingar
Statens musiksamlingar var fram till 1 maj 2011 en svensk statlig förvaltningsmyndighet, som sorterade under Kulturdepartementet och hade enligt Instruktionsbeskrivningen: 
"till uppgift att dokumentera, samla in, vårda, bevara, beskriva och hålla levande musikens kulturarv och därigenom främja musikintresset, musikvetenskapen och den långsiktiga kunskapsuppbyggnaden. Myndigheten ska hålla dokumentation och samlingar tillgängliga för undervisning, forskning och annat studium, bl.a. genom utlåning, programverksamhet, utställningar och publikationer. Myndigheten ska bedriva egen forskning samt delta i internationellt samarbete inom sitt verksamhetsområde." 
I myndigheten ingick Statens musikbibliotek, Musik- och teatermuseet och Svenskt visarkiv. Den 1 maj 2011 överfördes alla dessa verksamheter till den nya samlande myndigheten Statens musikverk